# Lünen
Lünen er en by i Tyskland i delstaten Nordrhein-Westfalen med cirka 90.000 indbyggere. Byen ligger i kreisen Unna nord for Dortmund ved floden Lippe.

## Kendte bysbørn
- Max Raabe